# Societatea Ocrotirii Orfanilor din Război

Palatul Sturdza de la Miroslava care este la o distanță de 4 km de municipiul Iași.

Societatea Ocrotirii Orfanilor din Război  este o societate de ocrotirea fizică și morală a orfanilor de război, cu sediul la Iași.

## Scop
Scopul Societății era de a ocroti orfanii de război fără deosebire de naționalitate, creșterea și educația acestora într-o atmosferă familiară și să fie pregătiți pentru a intra în societate. 

## Despre societate
În orfelinate, Societatea primea în special orfanii de ambii părinți, fără avere, lipsiți de sprijinul rudelor, dar principiul general de ocrotire era acela de a fi îngrijit copilul în familia sa, cu rudele sale, în localitatea unde au locuit părinții lui. Potrivit legilor, statutelor și regulamentelor de organizare, Societatea avea și sarcina de a se interesa de plasarea orfanilor care aveau vârsta necesară pentru a putea munci, de a le asigura asistența juridică pentru apărarea drepturilor și intereselor lor, de a le oferi ajutoare celor care se căsătoreau, cu alte cuvinte, de a lua orice măsura în interesul orfanilor de război.La momentul tipăririi albumului, numărul total al orfanilor de război din întreaga României era de 360.728. 

### Termeni
Erau considerați orfani de război copiii ai căror tați decedaseră în timpul și din cauza evenimentelor războiului și a căror mame au murit din orice altă cauză sau a căror mame nu aveau posibilități de îngrijire și creștere a copiilor. De asemenea, erau considerați orfani de război și copiii fără mame, ai căror tați erau invalizi din război și chiar internați în spitale, neputând avea grijă de ei, dar și cei orfani de mamă, părăsiți și fără mijloace de supraviețuire sau ai căror tați erau chemați să îndeplinească serviciul militar în armată, în afara comunei în care locuiau. .

### Organizare
Pe parcursul anilor 1917-1920, Societatea a fost organizată în 9 Regiuni, sediile acestora fiind, în ordinea înființării, Iași, București, Craiova, Chișinău, Cernăuți, Sibiu, Constanța, Timișoara, Cluj. Societatea avea un organ superior, Consiliul Central, compus din două categorii de membri cu drepturi egale, reprezentanții statului și reprezentanții regiunilor Societății, și era condus de președinta generală Olga Sturdza. 
A se vedea harta cu toate locurile în care au fost deschise orfelinate de societate în toată țara după război în perioada 1917-1924. 
Principesa Olga Sturdza a înființat la Iași în data de 16 septembrie 1916 sub înaltul patronaj al Reginei Maria, primul cămin destinat adăpostirii orfanilor de război. Din statistica sumară făcută din primele săptămâni, reieșea faptul că numărul orfanilor de război se ridica la 40.000 în Moldova. 
Învățământul primar era obligatoriu în toate orfelinatele, tendința fiind de a li se forma copiilor deprinderi practice de agricultură, gospodărie, meserii, etc., însă erau susținuți și orfanii care aveau aptitudini deosebite către învățătură, arte, în școli secundare, militare, normale, seminarii, conservator sau universități, dându-li-se posibilitatea de a se instrui mai departe.
Accentul fiind pus pe deprinderile practice, băieții erau instruiți pentru cultura pământului și pentru meserii, iar fetele în principal pentru menaj și îndeletniciri casnice, utile pentru viața de familie. Aproape toate orfelinatele aveau grădini și astfel copiii învățau cultura zarzavaturilor, a pomilor și viței de vie, creșterea albinelor, a păsărilor și animalelor de casă. Învățământul industrial și profesional se făcea în școli de meserii și ateliere speciale de cizmărie, tâmplărie, croitorie, fierărie, în cazul băieților, iar pentru fete în școli de industrie casnică și ateliere speciale de țesătorie, croitorie, broderie.
A fost creată o rețea de așezăminte care să ocrotească, să educe, să ofere posibilitatea de a stăpâni o îndeletnicire care să le asigure existența după ce vor ajunge la vârsta majoratului, așezăminte constând în orfelinate, cămine, grădinițe, școli, ateliere de meserii, școli de industrie casnică, școli de reeducare, infirmerii, sanatorii, care în anul 1924 au ajuns la cifra de 102.
Efortul educativ se sprijinea pe cinci pârghii: activitatea, ordinea, exemplul, religia și iubirea de țară. Munca nu era considerata o povară sau tortură, ci o datorie către sine și aproapele, elevii căpătând astfel încrederea că munca este izvor de belșug și mulțumire. Exemplul pleca de la cei mari, iar efectele la cei mici se obțineau prin încurajări și stimulări. Educarea iubirii de țară se sprijinea pe tradiție și cultul eroilor, orfanii fiind învățați că sunt urmașii vitejilor care s-au jertfit pentru țară și neam, memoria părinților fiind pomenită zi de zi. O atenție deosebită era acordată igienei personale și igienei casei, orfanii fiind desprinși de mici să trăiască în spații curate, luminoase, îngrijite. 